# Gold Coast United Football Club
Gold Coast United Football Club es un equipo de fútbol ubicado en la Costa Dorada de Queensland, Australia. Fue fundado en 2008 bajo el liderazgo del empresario Clive Palmer, y formó parte de la A-League —liga profesional de Australia— desde 2009 hasta 2012.
En sus dos primeras temporadas, Gold Coast se convirtió en una de las franquicias más potentes del campeonato australiano, clasificándose para la fase final por el título. Sin embargo, en la campaña 2011/12 finalizó en última posición y tuvo varios problemas extradeportivos. El 29 de febrero de 2012, la Federación australiana retiró su licencia para jugar en la liga. Desde 2018 compite en la NPL Queensland

## Historia

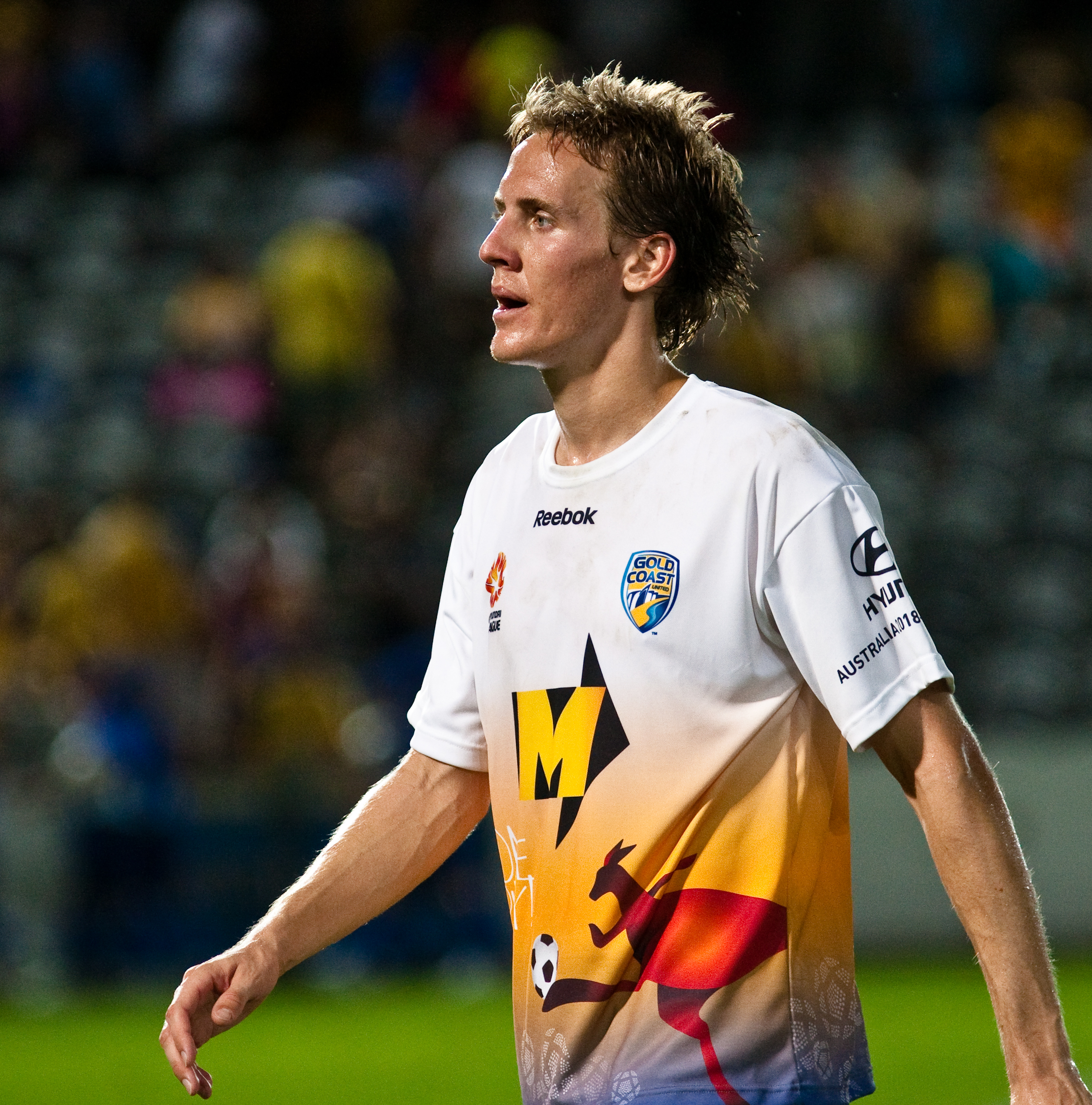
Michael Thwaite, capitán de Gold Coast en la temporada 2011/12.

En 2008, un grupo empresarial de Queensland, liderado por el constructor Fred Talpin, presentó a la Federación de Fútbol de Australia un proyecto de franquicia en la Costa Dorada de Queensland, Gold Coast Galaxy, para formar parte de la A-League a partir de la temporada 2008-09, dentro de un plan de expansión de 8 a 10 participantes. A pesar de cumplir todos los requisitos, la liga no estaba en condiciones de aceptar una segunda incorporación, por lo que retrasó su ingreso un año. 
Un año después, la A-League admitió su participación a partir de la temporada 2009/10. El club había cambiado su nombre por Gold Coast United y ahora estaba encabezado por Clive Palmer, uno de los empresarios más importantes del estado de Queensland, que se convirtió en el presidente. El encargado de liderar el proyecto fue Jason Čulina, internacional con Australia, que fue contratado como "jugador franquicia", y además se fichó a otros futbolistas experimentados, como el guardameta Jess Vanstrattan, y los delanteros Bruce Djite y Shane Smeltz. Como entrenador, se contrató al israelí Miron Bleiberg.
En su primera temporada, finalizó en tercera posición en la liga regular, y cayó frente al Newcastle Jets en la fase final. Aunque no se ganó ningún título, el equipo dio buenas sensaciones y Shane Smeltz se convirtió en el máximo goleador, con 19 tantos. En la campaña 2010/11 finalizó cuarto en el campeonato regular, pero en los play-off llegó hasta la final preliminar, donde perdió ante Central Coast Mariners FC.
A pesar de sus buenos resultados, no supo asentarse entre la comunidad de la Costa Dorada, y la venta de abonos fue baja, por lo que su estadio registraba una de las peores entradas. Además, la desaparición de otro club, el North Queensland Fury, puso en entredicho la continuidad de otras franquicias. Gold Coast tuvo que traspasar en la temporada 2011/12 a sus mejores jugadores, y tras la marcha de Čulina se designó a Michael Thwaite, el miembro más veterano, como jugador franquicia. Al margen del bajo rendimiento deportivo, con una última posición en la liga regular, el club se vio perjudicado por los enfrentamientos entre su propietario, Clive Palmer, y la organización de la liga.
Finalmente, la Federación australiana expulsó al Gold Coast United de la A-League el 29 de febrero de 2012. Su sustituto fue el Western Sydney Wanderers FC..
Tras 5 años, en 2017 el club fue refundado y admitido para jugar en la NPL Queensland a partir de la temporada 2018. 